# Sabine Dünser
Sabine Michaela Dünser (Schaan, 27 giugno 1977 – Geiselwind, 8 luglio 2006) è stata una cantante liechtensteinese.

## Biografia
Nata a Schaan in Liechtenstein, svolse gli studi musicali classici in flauto dolce e pianoforte. A 19 anni esordì sul palcoscenico nel musical Hair. Studiò poi logopedia.
Nel 1999 entrò nella band di Oliver Falk Erben Der Schöpfung, gruppo gothic metal del Liechtenstein, da cui uscirà per contrasti con il leader - insieme a Pete Streit, Tom Saxer e Jürgen Broger - nel 2001. I quattro fuoriusciti fondarono poi gli Elis.
Il 7 luglio 2006, durante le prove della band prima del festival Battle of Metal a Geiselwind (Germania) accusò un malore: si trattava di un'emorragia cerebrale, che la uccise 24 ore dopo il ricovero in ospedale.

## Discografia

### Erbe der Schöpfung
- 2001 - Twilight

### Elis
- 2003 - God's Silence, Devil's Temptation
- 2004 - Dark Clouds in a perfect Sky
- 2006 - Griefshire